# Homalium intermedium
Homalium intermedium är en videväxtart som först beskrevs av Eugène Vieillard, och fick sitt nu gällande namn av Briquet. Homalium intermedium ingår i släktet Homalium och familjen videväxter. Inga underarter finns listade i Catalogue of Life.